# Sven Grünberg
Sven Grünberg is een Estische muzikant en filmcomponist. Van 1974 tot 1976 was hij lid van de progressieve rockband Mess. Het grootste succes boekte hij echter als filmcomponist voor films als "Hukkunud Alpinisti" hotell.